# Періодична діяльність травної системи
Періоди́чна дія́льність травно́ї систе́ми — суть її полягає в тому, що при порожньому шлунку й відсутності хімусу в тонкій кишці в цих відділах травної системи періодично виділяється підшлунковий і кишковий сік та жовч, виникають періодичні скорочення — так звана голодна періодика. Ця діяльність відзначається регулярністю. Вона припиняється початком споживання їжі й процесом травлення. Ця періодика властива і людині, яка саме в цей час відчуває напади сильного голоду.
| {{{alt}}} | Це незавершена стаття з фізіології. Ви можете допомогти проєкту, виправивши або дописавши її. |